# Hypoionischer Modus
Der Hypoionische Modus, kurz Hypoionisch, in der Ostkirche der 12. Ton, ist eine Kirchentonart.
Der Modus ist die zu Ionisch gehörende Plagaltonart, also die um eine Quarte nach unten verschobene Tonart, die aber denselben Schlusston hat. Er gehört zu den Modi, die im 16. Jhd. von Glarean hinzugefügt wurden. Er unterscheidet sich vom ionischen durch einen um eine Quarte nach unten verlagerten Tonumfang (Ambitus) und eine andere Repercussa. Die Finalis bleibt allerdings gleich.
Ionisch: Ambitus c-c1, Finalis c, Repercussa g
Hypoionisch: Ambitus G-g, Finalis c, Repercussa e